# مرد جاذبه
مرد جاذبه (انگلیسی: Gravity Guy) یک بازی ویدئویی سکوبازی سمت-نورد تک‌نفره و چندنفره برای سکو‌های آی‌اواس، اندروید، ادوبی فلش، ویندوز فون، ویندوز ۸، اواس ده، سیمبیان، می‌گو و سری ۴۰ می‌باشد که توسط مینی‌کلیپ توسعه و نشر پیدا کرده است. این بازی اولین بار در ۸ دسامبر۲۰۱۰ منتشر شد.